# Niina Malm
Niina Maria Onerva Malm, född 3 maj 1982 i Imatra, är en finländsk politiker (Socialdemokraterna). Hon är ledamot av Finlands riksdag sedan 2019.
Malm blev invald i riksdagsvalet 2019 med 5 815 röster från Sydöstra Finlands valkrets. Hon omvaldes i riksdagsvalet 2023 med 8 180 röster.